# Acacia curvinervia
Acacia curvinervia é uma espécie de leguminosa do gênero Acacia, pertencente à família Fabaceae.